# Teramae Kota
Kota Teramae (sinh ngày 9 tháng 7 năm 1995) là một cầu thủ bóng đá người Nhật Bản.

## Sự nghiệp câu lạc bộ
Kota Teramae đã từng chơi cho Fukushima United FC.